# ティム・ホーグラント
ティム・ホーグラント（Tim Hoogland、1985年6月11日 - ）は、ドイツ・マルル出身の元プロサッカー選手。現役時代のポジションはディフェンダー、ミッドフィールダー。

## 経歴
1998年にシャルケの下部組織に加入。2003年にトップチームに昇格し、2005年2月5日のハンザ・ロストック戦でブンデスリーガデビュー。
2007-08シーズンからマインツ05へ移籍。キャプテンも務めていた。2010-11シーズンは古巣のシャルケ04へ移籍する。
2012-13シーズン、VfBシュトゥットガルトへ期限付移籍。2014年、6月25日にFLチャンピオンシップに降格したフラムFCと契約した。
2015年6月24日、2年契約でVfLボーフムへ移籍。2017年3月23日、さらに2年延長し、2019年6月30日までの契約に合意した。